# Distrito de Huancapi
El distrito de Huancapi es uno de los doce que conforman la provincia de Fajardo, ubicada en el departamento de Ayacucho en el Sur del Perú.